# Ятрівка
Ятрі́вка або ді́верка — термін свояцтва, що означає дружину брата чоловіка. Ятрівками або діверками є стосовно одна одної дружини рідних братів. У давньоруській мові могло означати також дружину брата, невістку.
Слово діверка є жіночим варіантом «дівера». Лексема ятрівка (засвідчені також форми ятров, ятрів, ятровка, ятроха, д.-рус. ятры, ѧтры) походить від прасл. *jętry, род. відм. *jętrъve. Варіанти ятрівка, ятровка походять від раніших ятров, ятрів, що являють собою колишню форму знахідного відмінка (д.-рус. ятровь, ѧтровь). У ранньопраслов'янській мові це слово відмінювалося за типом іменників з основою на *-r (аналогічно *mati, *matere), потім перейшло до типу з основою на *-ū (як *svekry). Спорідненими лексемами в інших індоєвропейських мовах вважаються лит. jéntė, род. відм. jenters, jentės, латис. ìetere, грец. ἐνάτηρ, лат. ianitrīcēs («дружини братів»), санскр. यातृ, «ятр», що теж виводяться від пра-і.є. *i̯enәter-, первісне значення якого неясне.

## Згадки в літературі
|  | Так само і нині при нас половці закон держать вітців своїх: кров проливати, хвалячись цим, і їсти мертвеччину і всю нечистоту, хом'яків і ховрахів, і мають мачух своїх і ятрівок, та додержують інші звичаї вітців своїх. Оригінальний текст (ст.-слов.) Якоже се и нынѣ при насъ половци законъ дѣржать отець своихъ: кровь проливати, а хвалящеся о семъ, и ядуще мертвечину и всю нечистоту, хомякы и сусолы, и поимають мачехы своя и ятрови, и ины обычая отець своихъ.— «Повість временних літ» |

|  | Соломія. Здорова, сестро. Настя. Яка я тобі сестра? Тілько що ятрівка. Соломія. Так хіба що? Чужі та й то кличуть одне другого сестрою, а ми ж з тобою жінки рідних братів.— Іван Карпенко-Карий «Чумаки» |